# Lista över fornlämningar i Mörbylånga kommun (Gräsgård)
Lista över fornlämningar i Mörbylånga kommun (Gräsgård) är en förteckning av ett urval av de fornlämningar som finns i Gräsgård i Mörbylånga kommun.
| Namn                                 | Lämningstyp                      | Tillkomsttid | Historisk indelning | Plats | Läge                 | ID-nr          | Bild                                      |
| ------------------------------------ | -------------------------------- | ------------ | ------------------- | ----- | -------------------- | -------------- | ----------------------------------------- |
| Gräsgård 1:1                         | Stensättning                     |              | Gräsgård, Öland     |       | 56.343307, 16.492859 | 10080900010001 | Ladda upp en bild av detta fornminne      |
| Gräsgård 2:1                         | Stensättning                     |              | Gräsgård, Öland     |       | 56.348817, 16.481376 | 10080900020001 | Ladda upp en bild av detta fornminne      |
| Tingsten (Gräsgård 3:1)              | Grav markerad av sten/block      |              | Gräsgård, Öland     |       | 56.351257, 16.466356 | 10080900030001 | Ladda upp en bild av detta fornminne      |
| Tingsten (Gräsgård 3:2)              | Stensättning                     |              | Gräsgård, Öland     |       | 56.351282, 16.466393 | 10080900030002 | Ladda upp en bild av detta fornminne      |
| Tingsten (Gräsgård 3:3)              | Stensättning                     |              | Gräsgård, Öland     |       | 56.351228, 16.466312 | 10080900030003 | Ladda upp en bild av detta fornminne      |
| Gräsgård 4:1                         | Stensättning                     |              | Gräsgård, Öland     |       | 56.349819, 16.470133 | 10080900040001 | Ladda upp en bild av detta fornminne      |
| Gräsgård 4:2                         | Stensättning                     |              | Gräsgård, Öland     |       | 56.349692, 16.470109 | 10080900040002 | Ladda upp en bild av detta fornminne      |
| Gräsgård 4:3                         | Stensättning                     |              | Gräsgård, Öland     |       | 56.349607, 16.470036 | 10080900040003 | Ladda upp en bild av detta fornminne      |
| Gräsgård 4:4                         | Gravhägnad                       |              | Gräsgård, Öland     |       | 56.349527, 16.470035 | 10080900040004 | Ladda upp en bild av detta fornminne      |
| Gräsgård 5:1                         | Röse                             |              | Gräsgård, Öland     |       | 56.344780, 16.470739 | 10080900050001 | Ladda upp en bild av detta fornminne      |
| Gräsgård 6:1                         | Stensättning                     |              | Gräsgård, Öland     |       | 56.345559, 16.469962 | 10080900060001 | Ladda upp en bild av detta fornminne      |
| Gräsgård 6:2                         | Stensättning                     |              | Gräsgård, Öland     |       | 56.345680, 16.469929 | 10080900060002 | Ladda upp en bild av detta fornminne      |
| Gräsgård 6:3                         | Stensättning                     |              | Gräsgård, Öland     |       | 56.345651, 16.470053 | 10080900060003 | Ladda upp en bild av detta fornminne      |
| Gräsgård 7:1                         | Stensättning                     |              | Gräsgård, Öland     |       | 56.343696, 16.483151 | 10080900070001 | Ladda upp en bild av detta fornminne      |
| Gräsgård 8:1                         | Gravfält                         |              | Gräsgård, Öland     |       | 56.337136, 16.486163 | 10080900080001 | Ladda upp en bild av detta fornminne      |
| Gräsgård 9:1                         | Stensättning                     |              | Gräsgård, Öland     |       | 56.335225, 16.484988 | 10080900090001 | Ladda upp en bild av detta fornminne      |
| Gräsgård 9:2                         | Grav markerad av sten/block      |              | Gräsgård, Öland     |       | 56.335110, 16.485159 | 10080900090002 | Ladda upp en bild av detta fornminne      |
| Gräsgård 9:3                         | Grav markerad av sten/block      |              | Gräsgård, Öland     |       | 56.335048, 16.485004 | 10080900090003 | Ladda upp en bild av detta fornminne      |
| Gräsgård 10:1                        | Röse                             |              | Gräsgård, Öland     |       | 56.332133, 16.484008 | 10080900100001 | Ladda upp en bild av detta fornminne      |
| Gräsgård 11:1                        | Stensättning                     |              | Gräsgård, Öland     |       | 56.333381, 16.484296 | 10080900110001 | Ladda upp en bild av detta fornminne      |
| Gräsgård 12:1                        | Gravfält                         |              | Gräsgård, Öland     |       | 56.337019, 16.478454 | 10080900120001 | Ladda upp en bild av detta fornminne      |
| Gräsgård 14:1                        | Gravfält                         |              | Gräsgård, Öland     |       | 56.335730, 16.477251 | 10080900140001 | Ladda upp en bild av detta fornminne      |
| Gräsgård 15:1                        | Röse                             |              | Gräsgård, Öland     |       | 56.332953, 16.476985 | 10080900150001 | Ladda upp en bild av detta fornminne      |
| Gräsgård 15:2                        | Stensättning                     |              | Gräsgård, Öland     |       | 56.332829, 16.476685 | 10080900150002 | Ladda upp en bild av detta fornminne      |
| Gräsgård 16:1                        | Stensättning                     |              | Gräsgård, Öland     |       | 56.328941, 16.471486 | 10080900160001 | Ladda upp en bild av detta fornminne      |
| Gräsgård 16:3                        | Stensättning                     |              | Gräsgård, Öland     |       | 56.329079, 16.471446 | 10080900160003 | Ladda upp en bild av detta fornminne      |
| Gräsgård 18:1                        | Gravfält                         |              | Gräsgård, Öland     |       | 56.334358, 16.466674 | 10080900180001 | Ladda upp en bild av detta fornminne      |
| Gräsgård 19:1                        | Stensättning                     |              | Gräsgård, Öland     |       | 56.338945, 16.471289 | 10080900190001 | Ladda upp en bild av detta fornminne      |
| Gräsgård 20:1                        | Stensättning                     |              | Gräsgård, Öland     |       | 56.341073, 16.468543 | 10080900200001 | Ladda upp en bild av detta fornminne      |
| Gräsgård 21:1                        | Gravfält                         |              | Gräsgård, Öland     |       | 56.342059, 16.477078 | 10080900210001 | Ladda upp en bild av detta fornminne      |
| Gräsgård 22:1                        | Stensättning                     |              | Gräsgård, Öland     |       | 56.341269, 16.466913 | 10080900220001 | Ladda upp en bild av detta fornminne      |
| Gräsgård 23:1                        | Stensättning                     |              | Gräsgård, Öland     |       | 56.339901, 16.466929 | 10080900230001 | Ladda upp en bild av detta fornminne      |
| Norra Vitrör (Gräsgård 24:1)         | Röse                             |              | Gräsgård, Öland     |       | 56.321865, 16.447597 | 10080900240001 | Ladda upp en bild av detta fornminne      |
| Smultronbacken (Gräsgård 26:1)       | Stensättning                     |              | Gräsgård, Öland     |       | 56.323593, 16.486491 | 10080900260001 | Ladda upp en bild av detta fornminne      |
| Smultronbacken (Gräsgård 26:2)       | Stensättning                     |              | Gräsgård, Öland     |       | 56.323528, 16.486584 | 10080900260002 | Ladda upp en bild av detta fornminne      |
| Smultronbacken (Gräsgård 26:3)       | Stensättning                     |              | Gräsgård, Öland     |       | 56.323458, 16.486612 | 10080900260003 | Ladda upp en bild av detta fornminne      |
| Smultronbacken (Gräsgård 26:4)       | Stensättning                     |              | Gräsgård, Öland     |       | 56.323367, 16.486523 | 10080900260004 | Ladda upp en bild av detta fornminne      |
| Gräsgård 27:1                        | Stensättning                     |              | Gräsgård, Öland     |       | 56.324619, 16.481681 | 10080900270001 | Ladda upp en bild av detta fornminne      |
| Gräsgård 27:2                        | Stensättning                     |              | Gräsgård, Öland     |       | 56.324515, 16.481796 | 10080900270002 | Ladda upp en bild av detta fornminne      |
| Gräsgård 27:3                        | Stensättning                     |              | Gräsgård, Öland     |       | 56.324514, 16.481634 | 10080900270003 | Ladda upp en bild av detta fornminne      |
| Södra Agtlrör (28:1) (Gräsgård 28:1) | Stensättning                     |              | Gräsgård, Öland     |       | 56.326115, 16.480848 | 10080900280001 | Ladda upp en bild av detta fornminne      |
| Södra Agtlrör (28:1) (Gräsgård 28:2) | Stensättning                     |              | Gräsgård, Öland     |       | 56.326195, 16.481079 | 10080900280002 | Ladda upp en bild av detta fornminne      |
| Södra Agtlrör (28:1) (Gräsgård 28:3) | Stensättning                     |              | Gräsgård, Öland     |       | 56.326265, 16.480951 | 10080900280003 | Ladda upp en bild av detta fornminne      |
| Gräsgård 29:1                        | Stensättning                     |              | Gräsgård, Öland     |       | 56.321409, 16.472820 | 10080900290001 | Ladda upp en bild av detta fornminne      |
| Gräsgård 30:1                        | Stensättning                     |              | Gräsgård, Öland     |       | 56.314524, 16.475826 | 10080900300001 | Ladda upp en bild av detta fornminne      |
| Gräsgård 31:1                        | Gravfält                         |              | Gräsgård, Öland     |       | 56.313795, 16.476011 | 10080900310001 | Ladda upp en bild av detta fornminne      |
| Gräsgård 32:1                        | Stensättning                     |              | Gräsgård, Öland     |       | 56.312781, 16.474096 | 10080900320001 | Ladda upp en bild av detta fornminne      |
| Gräsgård 32:2                        | Stensättning                     |              | Gräsgård, Öland     |       | 56.312771, 16.473893 | 10080900320002 | Ladda upp en bild av detta fornminne      |
| Gräsgård 32:3                        | Stensättning                     |              | Gräsgård, Öland     |       | 56.312888, 16.474175 | 10080900320003 | Ladda upp en bild av detta fornminne      |
| Gräsgård 32:4                        | Stensättning                     |              | Gräsgård, Öland     |       | 56.313033, 16.474245 | 10080900320004 | Ladda upp en bild av detta fornminne      |
| Gräsgård 33:1                        | Gravfält                         |              | Gräsgård, Öland     |       | 56.311588, 16.472971 | 10080900330001 | Ladda upp en bild av detta fornminne      |
| Tirör (röset) (Gräsgård 34:1)        | Gravfält                         |              | Gräsgård, Öland     |       | 56.310495, 16.473199 | 10080900340001 | Ladda upp en bild av detta fornminne      |
| Gräsgård 35:1                        | Gravfält                         |              | Gräsgård, Öland     |       | 56.305835, 16.467291 | 10080900350001 | Ladda upp en bild av detta fornminne      |
| Gräsgård 37:1                        | Stensättning                     |              | Gräsgård, Öland     |       | 56.325005, 16.471062 | 10080900370001 | Ladda upp en bild av detta fornminne      |
| Gräsgård 38:1                        | Husgrund, förhistorisk/medeltida |              | Gräsgård, Öland     |       | 56.314759, 16.484818 | 10080900380001 | Ladda upp en bild av detta fornminne      |
| Gräsgård 39:1                        | Stensättning                     |              | Gräsgård, Öland     |       | 56.301010, 16.463208 | 10080900390001 | Ladda upp en bild av detta fornminne      |
| Gräsgård 39:2                        | Stensättning                     |              | Gräsgård, Öland     |       | 56.301142, 16.463238 | 10080900390002 | Ladda upp en bild av detta fornminne      |
| Gräsgård 40:1                        | Stensättning                     |              | Gräsgård, Öland     |       | 56.301635, 16.457293 | 10080900400001 | Ladda upp en bild av detta fornminne      |
| Gräsgård 41:1                        | Husgrund, förhistorisk/medeltida |              | Gräsgård, Öland     |       | 56.294743, 16.459865 | 10080900410001 | Ladda upp en bild av detta fornminne      |
| Gräsgård 41:2                        | Husgrund, förhistorisk/medeltida |              | Gräsgård, Öland     |       | 56.294624, 16.459783 | 10080900410002 | Ladda upp en bild av detta fornminne      |
| Gräsgård 42:1                        | Gravfält                         |              | Gräsgård, Öland     |       | 56.298539, 16.450307 | 10080900420001 | Ladda upp en bild av detta fornminne      |
| Gräsgård 43:1                        | Stensättning                     |              | Gräsgård, Öland     |       | 56.314533, 16.454690 | 10080900430001 | Ladda upp en bild av detta fornminne      |
| Gräsgård 44:1                        | Husgrund, förhistorisk/medeltida |              | Gräsgård, Öland     |       | 56.314958, 16.479748 | 10080900440001 | Ladda upp en bild av detta fornminne      |
| Gräsgård 44:2                        | Husgrund, förhistorisk/medeltida |              | Gräsgård, Öland     |       | 56.315464, 16.479784 | 10080900440002 | Ladda upp en bild av detta fornminne      |
| Gräsgård 44:3                        | Husgrund, förhistorisk/medeltida |              | Gräsgård, Öland     |       | 56.315561, 16.479781 | 10080900440003 | Ladda upp en bild av detta fornminne      |
| Eketorps borg (Gräsgård 45:1)        | Fornborg                         |              | Gräsgård, Öland     |       | 56.295546, 16.486167 | 10080900450001 | Ladda upp en till bild av detta fornminne |
| Gräsgård 46:1                        | Stensättning                     |              | Gräsgård, Öland     |       | 56.293923, 16.482562 | 10080900460001 | Ladda upp en bild av detta fornminne      |
| Vårdböten (Gräsgård 47:1)            | Stensättning                     |              | Gräsgård, Öland     |       | 56.289639, 16.497952 | 10080900470001 | Ladda upp en bild av detta fornminne      |
| Gräsgård 49:1                        | Stensättning                     |              | Gräsgård, Öland     |       | 56.270831, 16.492088 | 10080900490001 | Ladda upp en bild av detta fornminne      |
| Gräsgård 50:1                        | Grav- och boplatsområde          |              | Gräsgård, Öland     |       | 56.268904, 16.492718 | 10080900500001 | Ladda upp en bild av detta fornminne      |
| Gräsgård 51:1                        | Hällristning                     |              | Gräsgård, Öland     |       | 56.267931, 16.491782 | 10080900510001 | Ladda upp en bild av detta fornminne      |
| Gräsgård 51:2                        | Husgrund, förhistorisk/medeltida |              | Gräsgård, Öland     |       | 56.267864, 16.492218 | 10080900510002 | Ladda upp en bild av detta fornminne      |
| Gräsgård 51:3                        | Husgrund, förhistorisk/medeltida |              | Gräsgård, Öland     |       | 56.267679, 16.491869 | 10080900510003 | Ladda upp en bild av detta fornminne      |
| Gräsgård 51:4                        | Hällristning                     |              | Gräsgård, Öland     |       | 56.268167, 16.492146 | 10080900510004 | Ladda upp en bild av detta fornminne      |
| Drottning Ödas sten (Gräsgård 56:1)  | Grav markerad av sten/block      |              | Gräsgård, Öland     |       | 56.284923, 16.501526 | 10080900560001 | Ladda upp en bild av detta fornminne      |
| Drottning Ödas sten (Gräsgård 56:2)  | Hällristning                     |              | Gräsgård, Öland     |       | 56.284868, 16.501676 | 10080900560002 | Ladda upp en bild av detta fornminne      |
| Gräsgård 57:1                        | Stenkistgrav                     |              | Gräsgård, Öland     |       | 56.292076, 16.498929 | 10080900570001 | Ladda upp en bild av detta fornminne      |
| Gräsgård 57:2                        | Stenkistgrav                     |              | Gräsgård, Öland     |       | 56.292044, 16.498835 | 10080900570002 | Ladda upp en bild av detta fornminne      |
| Gräsgård 57:3                        | Stenkistgrav                     |              | Gräsgård, Öland     |       | 56.291992, 16.498866 | 10080900570003 | Ladda upp en bild av detta fornminne      |
| Gräsgård 58:1                        | Hög                              |              | Gräsgård, Öland     |       | 56.294166, 16.499633 | 10080900580001 | Ladda upp en bild av detta fornminne      |
| Gräsgård 59:1                        | Husgrund, förhistorisk/medeltida |              | Gräsgård, Öland     |       | 56.301041, 16.503211 | 10080900590001 | Ladda upp en bild av detta fornminne      |
| Gräsgård 60:1                        | Stenkistgrav                     |              | Gräsgård, Öland     |       | 56.337450, 16.528985 | 10080900600001 | Ladda upp en bild av detta fornminne      |
| Gräsgård 60:2                        | Stenkistgrav                     |              | Gräsgård, Öland     |       | 56.337244, 16.528928 | 10080900600002 | Ladda upp en bild av detta fornminne      |
| Gräsgård 60:3                        | Stenkistgrav                     |              | Gräsgård, Öland     |       | 56.337109, 16.528953 | 10080900600003 | Ladda upp en bild av detta fornminne      |
| Gräsgård 61:1                        | Stensättning                     |              | Gräsgård, Öland     |       | 56.332531, 16.540235 | 10080900610001 | Ladda upp en bild av detta fornminne      |
| Gräsgård 61:2                        | Stensättning                     |              | Gräsgård, Öland     |       | 56.332597, 16.540325 | 10080900610002 | Ladda upp en bild av detta fornminne      |
| Gräsgård 61:3                        | Stensättning                     |              | Gräsgård, Öland     |       | 56.332625, 16.540225 | 10080900610003 | Ladda upp en bild av detta fornminne      |
| Gräsgård 61:4                        | Stensättning                     |              | Gräsgård, Öland     |       | 56.332815, 16.540092 | 10080900610004 | Ladda upp en bild av detta fornminne      |
| Gräsgård 62:1                        | Husgrund, förhistorisk/medeltida |              | Gräsgård, Öland     |       | 56.330164, 16.538390 | 10080900620001 | Ladda upp en bild av detta fornminne      |
| Gräsgård 62:2                        | Husgrund, förhistorisk/medeltida |              | Gräsgård, Öland     |       | 56.330004, 16.538213 | 10080900620002 | Ladda upp en bild av detta fornminne      |
| Gräsgård 62:3                        | Husgrund, förhistorisk/medeltida |              | Gräsgård, Öland     |       | 56.329708, 16.538594 | 10080900620003 | Ladda upp en bild av detta fornminne      |
| Gräsgård 66:1                        | Hög                              |              | Gräsgård, Öland     |       | 56.325604, 16.531230 | 10080900660001 | Ladda upp en bild av detta fornminne      |
| Gräsgård 66:2                        | Stensättning                     |              | Gräsgård, Öland     |       | 56.325232, 16.530552 | 10080900660002 | Ladda upp en bild av detta fornminne      |
| Gräsgård 67:1                        | Stensättning                     |              | Gräsgård, Öland     |       | 56.327474, 16.530663 | 10080900670001 | Ladda upp en bild av detta fornminne      |
| Gräsgård 69:1                        | Stensättning                     |              | Gräsgård, Öland     |       | 56.324623, 16.530184 | 10080900690001 | Ladda upp en bild av detta fornminne      |
| Gräsgård 70:1                        | Stensättning                     |              | Gräsgård, Öland     |       | 56.313358, 16.524818 | 10080900700001 | Ladda upp en bild av detta fornminne      |
| Gräsgård 72:1                        | Stridsvärn                       |              | Gräsgård, Öland     |       | 56.311138, 16.525253 | 10080900720001 | Ladda upp en bild av detta fornminne      |
| Norrgärdet (åkern) (Gräsgård 74:1)   | Husgrund, förhistorisk/medeltida |              | Gräsgård, Öland     |       | 56.324265, 16.496050 | 10080900740001 | Ladda upp en bild av detta fornminne      |
| Gräsgård 75:1                        | Stensättning                     |              | Gräsgård, Öland     |       | 56.342842, 16.492071 | 10080900750001 | Ladda upp en bild av detta fornminne      |
| Gräsgård 77:1                        | Stensättning                     |              | Gräsgård, Öland     |       | 56.333190, 16.467148 | 10080900770001 | Ladda upp en bild av detta fornminne      |
| Gräsgård 107:1                       | Stensättning                     |              | Gräsgård, Öland     |       | 56.317518, 16.478541 | 10080901070001 | Ladda upp en bild av detta fornminne      |
| Gräsgård 108:1                       | Gravfält                         |              | Gräsgård, Öland     |       | 56.317715, 16.476606 | 10080901080001 | Ladda upp en bild av detta fornminne      |
| Gräsgård 119:1                       | Husgrund, förhistorisk/medeltida |              | Gräsgård, Öland     |       | 56.325698, 16.495057 | 10080901190001 | Ladda upp en bild av detta fornminne      |
| Gräsgård 119:2                       | Husgrund, förhistorisk/medeltida |              | Gräsgård, Öland     |       | 56.325615, 16.494980 | 10080901190002 | Ladda upp en bild av detta fornminne      |
| Gräsgård 119:3                       | Husgrund, förhistorisk/medeltida |              | Gräsgård, Öland     |       | 56.325707, 16.494780 | 10080901190003 | Ladda upp en bild av detta fornminne      |
| Gräsgård 119:4                       | Husgrund, förhistorisk/medeltida |              | Gräsgård, Öland     |       | 56.325949, 16.495534 | 10080901190004 | Ladda upp en bild av detta fornminne      |
| Gräsgård 121:1                       | Husgrund, förhistorisk/medeltida |              | Gräsgård, Öland     |       | 56.308297, 16.485835 | 10080901210001 | Ladda upp en bild av detta fornminne      |
| Gräsgård 121:2                       | Husgrund, förhistorisk/medeltida |              | Gräsgård, Öland     |       | 56.308528, 16.485518 | 10080901210002 | Ladda upp en bild av detta fornminne      |
| Väktarängen (Gräsgård 124:1)         | Husgrund, förhistorisk/medeltida |              | Gräsgård, Öland     |       | 56.306822, 16.490409 | 10080901240001 | Ladda upp en bild av detta fornminne      |
| Gräsgård 139:1                       | Grav markerad av sten/block      |              | Gräsgård, Öland     |       | 56.329635, 16.493483 | 10080901390001 | Ladda upp en bild av detta fornminne      |
| Gräsgård 140:1                       | Gravfält                         |              | Gräsgård, Öland     |       | 56.330322, 16.493221 | 10080901400001 | Ladda upp en bild av detta fornminne      |
| Gräsgård 142:1                       | Stensättning                     |              | Gräsgård, Öland     |       | 56.338494, 16.491425 | 10080901420001 | Ladda upp en bild av detta fornminne      |
| Gräsgård 143:1                       | Stensättning                     |              | Gräsgård, Öland     |       | 56.337950, 16.491921 | 10080901430001 | Ladda upp en bild av detta fornminne      |
| Gräsgård 158:1                       | Stensättning                     |              | Gräsgård, Öland     |       | 56.268952, 16.491128 | 10080901580001 | Ladda upp en bild av detta fornminne      |
| Gräsgård 158:2                       | Husgrund, förhistorisk/medeltida |              | Gräsgård, Öland     |       | 56.268530, 16.491643 | 10080901580002 | Ladda upp en bild av detta fornminne      |
| Gräsgård 160:1                       | Grav markerad av sten/block      |              | Gräsgård, Öland     |       | 56.307081, 16.506285 | 10080901600001 | Ladda upp en bild av detta fornminne      |
| Gräsgård 160:3                       | Grav markerad av sten/block      |              | Gräsgård, Öland     |       | 56.306851, 16.506255 | 10080901600003 | Ladda upp en bild av detta fornminne      |
| Gräsgård 173:1                       | Husgrund, förhistorisk/medeltida |              | Gräsgård, Öland     |       | 56.329613, 16.464695 | 10080901730001 | Ladda upp en bild av detta fornminne      |
| Gräsgård 211                         | Stenkammargrav                   |              | Gräsgård, Öland     |       | 56.307063, 16.506430 | 12000000081078 | Ladda upp en bild av detta fornminne      |